# Heinrich Übleis
Heinrich Josef Übleis (* 3. Februar 1933 in Edt bei Lambach, Oberösterreich; † 14. Dezember 2013 in Wien) war ein österreichischer Verwaltungsjurist, Manager und Politiker (SPÖ).

## Leben
Übleis, ein Arbeitersohn, besuchte das Realgymnasium in Wels und maturierte 1952. Im November 1953 begann er als Mitarbeiter beim Postamt in Scharnstein und wurde zum Postamtsleiter ausgebildet. Nachdem er sich 1955 nach Wien versetzen ließ, absolvierte er nebenberuflich ein Jusstudium. Nach der Promotion 1959 wechselte er in die Post- und Telegraphenverwaltungdirektion Wien (Postrechts- und Betriebsabteilung) und war ab 1965 in der Budgetabteilung der Generaldirektion für die Post- und Telegraphenverwaltung tätig.
Nach seinem Ausscheiden aus der Regierung ernannte ihn 1987 der damalige Verkehrsminister Rudolf Streicher zum  Generaldirektor der Österreichischen Bundesbahnen. Diesen Posten hatte er bis zur Pensionierung 1993 inne. Danach engagierte er sich bei privaten Seniorenwohn- und Pflegeheimprojekten.
Heinrich Übleis ist bestattet auf dem Neustifter Friedhof in Wien (Gruppe 17, Reihe 4, Nummer 1).

## Politik
1970 wurde er Sekretär des damaligen Verkehrsministers Erwin Frühbauer und von 1979 bis 1985 Generaldirektor der Post- und Telegraphenverwaltung. 1985 bis 1987 leitete er das Bundesministerium für Bauten und Technik. In dieser Funktion setzte er erste „Sparautobahn“-Abschnitte durch.